# Ancestral Romance
Albums de Dark Moor
Autumnal
(2009) Ars Musica
(2013)
Ancestral Romance est le huitième album studio du groupe espagnol de power metal Dark Moor, sorti en 2010 sous le label Scarlet Records.

## Description
Ancestral Romance a été enregistré au New Sin Studio en collaboration avec Luigi Stefanini à l'été 2010, avec comme invitée la soprano Berenice Musa (Tears of Martyr). L'album est le premier que le groupe consacre à l'Espagne. Chaque titre est en rapport avec la culture et l'histoire du pays. L'album contient également la toute première chanson de Dark Moor en espagnol, La Canción del pirata, une mise en musique d'un poème de José de Espronceda. La couverture de l'album a été réalisée par Samuel Araya (Cradle of Filth, Elvenking, etc.).
Dans l'ensemble, Ancestral Romance est bien accueilli par la presse spécialisée internationale,,,,,.

## Liste des pistes
1. Gadir – 4:59
2. Love From The Stone – 4:02
3. Alaric De Marnac – 4:42
4. Mio Cid – 6:39
5. Just Rock – 2:35
6. Tilt At Windmills – 5:19
7. Canción Del Pirata – 5:39
8. Ritual Fire Dance – 3:58
9. Ah! Wretched Me – 4:59
10. A Music In My Soul – 7:31

## Composition du groupe
- Alfred Romero  — chant
- Enrik Garcia — guitare
- Mario Garcia — basse
- Roberto Cappa — batterie